# Amt Hüttener Berge
Het Amt Hüttener Berge is een Amt in de Duitse deelstaat Sleeswijk-Holstein. Het Amt wordt gevormd door 16 gemeenten in het noorden van Kreis Rendsburg-Eckernförde. Het bestuur is gevstigd in Groß Wittensee. In Ascheffel en Owschlag zijn nevenvestigingen. Het Amt is gevormd in 2008 door samenvoeging van de voormalige Ämter Hütten en Wittensee. Ook in 2008 fuseerden de tot dan zelfstandige gemeenten Ahlefeld en Bistensee tot de gemeente Ahlefeld-Bistensee. Het Amt is vernoemd naar het Naturpark de Hüttener Berge.

## Deelnemende gemeenten
1. Ahlefeld-Bistensee
2. Ascheffel
3. Borgstedt
4. Brekendorf
5. Bünsdorf
6. Damendorf
7. Groß Wittensee
8. Haby
9. Holtsee
10. Holzbunge
11. Hütten
12. Klein Wittensee
13. Neu Duvenstedt
14. Osterby
15. Owschlag
16. Sehestedt